# Logone Oriental
Logone Oriental er en af de 23 regioner i Tchad. Regionens hovedby er Doba. Regionen består af det som tidligere var præfekturet Oriental Region.

## Inddeling
Logone Oriental-regionen er inddelt i fire departementer:
| Department   | Hovedby   | Underpræfekturer                                 |
| ------------ | --------- | ------------------------------------------------ |
| Nya          | Bébédjia  | -                                                |
| Nya Pendé    | Goré      | Békan, Donia, Goré, Yamodo                       |
| Pendé        | Doba      | Béboto, Bodo, Doba, Kara, Madana, Komé           |
| Monts de Lam | Baïbokoum | Baïbokoum, Bessao, Mbaïkoro, Mbitoye, Laramanaye |

## Demografi
Regionen havde en befolkning på 440.342 indbyggere i 1993. Den vigtigste etnisk-sproglige gruppe er ngambayene, hvor over 50 % af regionens indbyggere er repræsenterede. Andre vigtige etnisk-sproglige grupper er gorene, mboumene og goulayene.